# دانجونغ ملك جوسون
دانجونغ (단종 | 端宗), (ولد في 23 يوليو 1441 ومات في 24 ديسمبر 1457, حكم من 1452 إلى 1455) هو ملك مملكة جوسون السادس. أصله من عشيرة جونجو يي (전주 이씨 | 全州 李氏), اسمه هونغوي (홍위 | 弘暐). تم خلعة بعد انقلاب عمه الأمير سيانغ عليه في 1455, قام الملك سيجو بنفيه إلى محافظة يونغوول في مقاطعة غانغوون حيث أعدم.
بعد خلع الملك وموته أصبح يشار له بلقب الأمير نوسان (노산군 | 魯山君) ثم قام جنغجونغ ملك جوسون بمحاولة لتغيير السجلات والعفو عنه لكن تم رفض الأمر من الوزراء، في عهد الملك سكجونغ اقترح الكونفوشيوسيون إعادة اللقب إلى الأمير نوسان فتم الأمر وحصل على اسم بعد الوفاة وهو الملك العظيم دانجونغ غونغوي أنمن سنجونغ آنجانغ غيونغسن دونجو (단종공의온문순정안장경순돈효대왕 | 端宗恭懿溫文純定安莊景順郭孝大王). دانجونغ هو الابن الأكبر للملك منجونغ الابن الأكبر للملك العظيم سيجونغ من زوجته الملكة هيوندوك, وهو أول ملك يخلع في جوسون.
حكم من عام 1452 إلى 1455, من 1452 إلى 1453 كان تحت وصاية كم جونغسو, حكم ذاتياً من 1453 إلى 1455 ثم أجبر على التنازل عن العرش لصالح عمه الأمير العظيم سيانغ (عرف باسم الملك سيجو فيما بعد).

## حياته

### النشأة
في 23 يوليو 1441 قامت ولية العهد بولادة ابن ولي العهد ولكن لضعفها ماتت بعد ثلاث أيام. ولذا وبعد موتها طلب الملك العظيم سيجونغ من محظيته (السيدة هيبن يانغ) الاهتمام به، ولذا نما الملك دانجونغ تحت رعايتها.
في 1448 وفي سن الثامنة تم تعيين والده منجونغ ولياً للعهد بأمر من جده الملك العظيم سيجونغ, ولذا نما الملك المخلوع ببعض الاهتمام. كان سيجونغ العظيم مصاباً بمرض ولم يعش لمدة طويلة، وكان سيجونغ قلقاً أيضاً على حفيده بسبب كون ابنه منجونغ مريضاً ولن يعيش طويلاً هو الآخر. ابن العظيم سيجونغ الثاني، الأمير العظيم سيانغ كان أيضاً قلقاً على أبنائه لكونهم مرضى وقد يموتون في وقت مبكر، ومن ثم لن يوجد أي أحفاد للحكم. طلب العظيم سيجونغ من هوانغبوين, وكم جونغسو, وسونغ سامن, وباك باينيونغ, وشن سكجو أن يحموا دانجونغ.

### التتويج

#### تتويج كولي للعهد
في 1450 مات الملك العظيم سيجونغ وتوج ابنه منجونغ ملكاً على البلاد، ثم تم اختيار ابنه كولي للعهد. في شهر أبريل من عام 1452 (السنة الثانية من حكم منجونغ) قام الملك منجونغ بتعيين الأمير العظيم سيانغ غوانسبدوغام دوجيجو (관습도감 도제조 | 慣習都監都提調). على الرغم من أن الأمير العظيم سيانغ كان طموحا فيما يخص المناسبات والمعابد البوذية. بعد أن أصبح غوانسبدوغام دوجيجو انضم لمنظمة تعرف باسم ساغانوون ولكن منجونغ لم يقم بأي ردة فعل لذلك. حكم منجونغ لمدة سنتين وثلاثة أشهر ثم مات.
بعد موت الملك منجونغ في 1452 تم تتويج الأمير الشاب وهو بسن الإثني عشر عاماً. رغم صغر سنه (12 عاماً) إلا أن دانجونغ كان ذكياً بما فيه الكفاية ليختاره سيجونغ ليتوج من بعده. كان مسؤولو مجلس الدولة يقومون باتخاذ جميع القرارات، بينما يقوم الملك دانجونغ بإثبات الأمر فقط. خاصة المشاكل الشخصية ’هوانغبيوجونغسا (황표정사 | 黃票政事) والتي كانت بصورة رسمية. ومنذ تولي الملك الشاب للعرش أخذت السلطة الملكية في الانحدار مع ارتفاع نير الأمير العظيم سيانغ وتوسع سلطته يوماً بعد يوم في ظل الوضع السياسي.

#### إنقلاب الأمير العظيم سيانغ
كان الملك دانجونغ مقرباً بشكل كبير إلى الأمير العظيم سيانغ لأنه ممثل للأسرة، وكان بإمكانه أخذ العرش بطريقة تبدو للآخرين شرعية. بسبب العديد من كتابات الأمير العظيم آنبيونغ حصلت مشكلة بسيطة في 1453 لكنها كانت السبب الرئيس في إنقلاب الأمير العظيم سيانغ, أخذت سلطته تزداد بدعم أفراد الأسرة الملكية وعلماء النوكونفوشيوسية لمواجهة سيطرة الوزراء. عمل الأمير العظيم سيانغ كمدير لمكتب الموسيقى لتعزيز سلطته.
كان الأمير العظيم غمسونغ والسيدة هيبن من عشيرة يانغ والأمير يونغبنغ يحاولون إبقاء الملك دانجونغ على العرش. من ناحية أخرى كانت سكبن من عشيرة هونغ (محظية الملك منجونغ) تقوم بتسليم المعلومات إلى هنشن. خاصة حين اشتد التنافس بين الأمير العظيم آنبيونغ والأمير العظيم سيانغ وبالتحديد بعد سنة من تتويج دانجونغ في أكتوبر 1453 (بالتقويم القمري), مسبباً إنقلاب الأمير العظيم سيانغ.
في أكتوبر 1453 تواطأ الأمير العظيم سيانغ وهان مينغهوي وكوون رام وهونغ ينسونغ وهونغ دالسون على قتل هوانغبوين وكم جونغسو وجونغبن في 10 أكتوبر ونفي الأمير العظيم آنبيونغ إلى غوانغهوا، ثم تم إعطاؤهم منصب رئيس الوزراء ونائب رئيس الوزراء. في مارس 1454 (السنة الثالثة من حكم الملك دانجونغ) أعطي الخادم المميز جونغنان لقب (분충장의광국보조정책정난공신|奮忠杖義匡國輔祚定策靖難功臣). عندما أراد الأمير العظيم سيانغ الانقلاب تركه الملك دانجونغ يغعل، لأنه كان مجرد ملك بالاسم لا أكثر. الأمير العظيم آنبيونغ تم إعدامه في غوانغهوا في منفاه بأمر من الأمير العظيم سيانغ.

#### التنازل وأحداث مقتل الوزراء الستة المخلصين

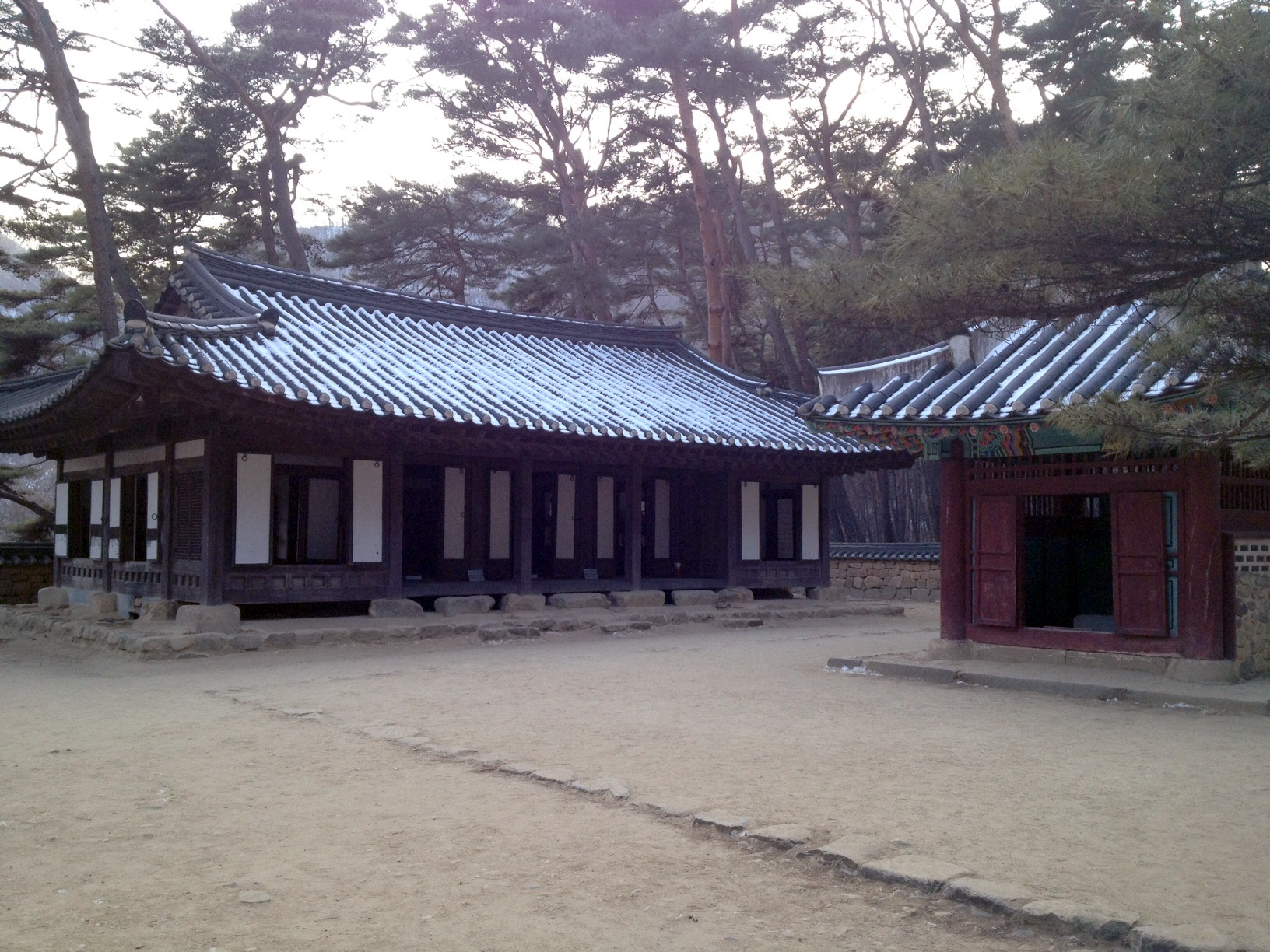
منفى الملك دانجونغ

في 1454 بقية حاشية الملك دانجونغ والأمير العظيم غمسونغ تم اعتبارهم مجرمين وتم إرسالهم إلى المنفى، قدم العديد التماساتهم ليتنازل الملك عن العرش مخمنين أن أعضاء الانقلاب تم اختيارهم. في 1455 (السنة الأولى من حكم الملك سيجو) بعد تتويج الملك سيجو أراد كبار حاشيته هان ميونغهوي وكوون رام خفض مرتبة الملك دانجونغ السابق إلى أمير عظيم من أجل حماية العرش من عودته للملك السابق وهذا ما حصل.
في يونيو 1556 (التقويم القمري) تم إعدام كل من سونغ سامن وباك باينيونغ وها وجي وإي غاي ويو سونغوون ويو ونغبو فيما عرف باسم سايكشن بعد اكتشاف مؤامرة لقتل الملك سيجو وإعادة الملك السابق دانجونغ. في السنة التالية لتتويج الملك سيجو (1456) تم تنظيم احتفالية في قاعة المهمين لقتل أغنى ثلاثة أشخاص من أعداء سيجو وهم سونغ سامن ويو سونغوون وها وجي وتم تنفيذ الخطة.
على العموم تم كشف مؤامرة إعادة الملك دانجونغ على يد كم جل الذي خان بقية الستة وأخبر جونغ تشانغسون حيث عرف الملك سيجو بالأمر، كشف جون تشانغسون عن المؤامرة التي تحاك ضد الملك وأجبرهم على الاعتراف. في 1457 بعد شكوك حول مؤامرات تحاك ضده قام الملك سيجو بتخفيض مرتبة الملك السابق مرة أخرى حيث أصبح أميراً ويسمى نوسان (노산군 | 魯山君), وأرسله إلى المنفى في يونغوول.
في سبتمبر 1457 كانت هناك شائعات عن إعادة تنصيب الأمير نوسان كالملك دانجونغ بمساعدة من الأمير العظيم غمسونغ. أيضاً تم قتل عائلات ونساء من شارك في سايكشن (مؤامرة إعادة الملك دانجونغ).

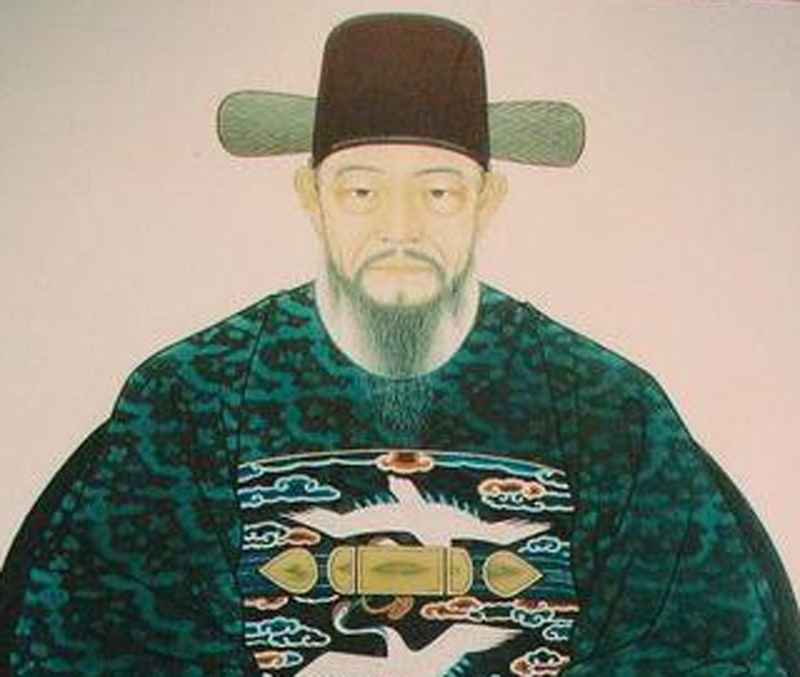
أوم هونغدو

### الموت
في حوليات مملكة جوسون يذكر السجل أن الملك دانجونغ ذا السبعة عشر عاماً مات منتحراً في 21 أكتوبر 1457. لم يتم دفن جسد الملك بعد وفاته وإنما تم منع الناس من التقاط جثة الملك الشاب من النهر, إلا أن أوم هونغدو خاطر بحياته وأخذ الجثة ودفنها في قبر صغير. بعد أكثر من مئتي سنة تم إعادة لقب الملك إلى الأمير نوسان وبنيت له مقبرة ملكية.
حاول الملك جنغجونغ العديد من المرات دفن الأمير نوسان في مقبرة ملكية ولكن النقاش كان عقيماً ومرفوضاً. حدث نفس الأمر في عصر الملك هيوجونغ حيث حاول تحسين الفكرة العامة عنه. بعد 224 سنة من وفاة الملك دانجونغ، في 1681 (السنة السابعة من حكم الملك سكجونغ) أعيد إليه لقب الأمير العظيم وفي 1698 (السنة الرابعة والعشرين من حكم الملك سكجونغ) أعيد إليه لقب الملك دانجونغ.

## القبر
قبره في يونغوول باسم جانغرنغ (장릉 | 莊陵). في 26 مايو 1970 تم اختيار المقبرة ككنز وطني رقم 196.

## أخرى

### معبد دونغهاغسا
قتل في هذا المعبد 280 شخصاً على يد الملك سيجو بما فيهم وزراء دانجونغ الشهداء الست (سايكشن) في هذا المعبد، تم اختياره كرقم 67 في الأمور الثقافية في 17 مايو 1984.

### شامانية تأليه دانجونغ
غن-وانغشن (군왕신 | 君王神) هي واحدة من الطرق الشامانية الخاصة والمنصوص عليها. سميت هذه الطريقة باسم إله الأرض الأمير نوسان (노산군지신 | 魯山君之神).

## الأسرة

### الأقارب
- الجد للأب: الملك العظيم سيجونغ (ولد في 1397 ومات في 1450).
- الجدة للأب: الملكة سوهون من عشيرة شم (ولدت في 1395 وماتت في 1446).
- الأب : الملك منجونغ (ولد في 1414 ومات في 1452).
- الأم : الملكة هيوندوك من عشيرة كِوُون (ولدت في 1418 وماتت في 1441).
  - أخت شقيقة : الأميرة غيونغهي (ولدت في 1436 وماتت في 1473).

### العائلة
- زوجات:
  - عقيلة ملك: الملكة جونغسن من عشيرة سونغ (정순왕후 송씨 | 定順王后 宋氏).
  - محظية: السيدة[3] كم سكوي (숙의 김씨 | 淑儀 金氏).
  - محظية: السيدة[4] كوون سكوي (숙의 권씨 | 淑儀 權氏).

## في الأدب
- قصة دانجونغ الحزينة, تأليف إي غوانغسو، في 1929.

## الممثلون الذين لعبوا دور الملك دانجونغ

### الدراما
- هوانغ تشهن - في 1984 (خمس مئة عام من تاريخ جوسون) - سولجنغماي دراما من قناة إم بي سي الكورية.
- جانغدوغسو - في 1990 (باتشونمو) - دراما من قناة كي بي إس.
- جنغ تايوو - في 1994 (هان ميونغهوي) - دراما من قناة كي بي إس.
- جونغ تايوو - في 1998 (الملك والملكة) - دراما من قناة كي بي إس.
- إي بنغون - في 2007 (أنا والملك) - دراما من قناة إس بي إس.
- نو تايوب - في 2011 (رجل الأميرة) - دراما من قناة كي بي إس.
- تشاي سانغوو - في 2011 (الملكة الأرملة إنسو) - دراما من قناة جي تي بي سي.

### الأفلام
- سونغ جايهو - في 1970 (الملك العظيم سيجو) - فلم.
- الممثل: (...) - في 1963 (قصة دانجونغ الحزينة).

## وصلات خارجية
- الملكة جونغسن.
- مأساة الملك دانجونغ.
- الملك دانجونغ ولعنة كوريا.
- جانغننغ، تشونغريونغبو، كهف غوشي، مرصد بيولمارو، متحف الفنون العالمية الجديدة.
- مهرجان ثقافة دانجونغ.
- مقبرة الملك دانجونغ.
- الملك دانجونغ (1) في موسوعة دوبيديا.
- الملك دانجونغ (2).

## الإشارات
1. ↑  سجلات الملك دانجونغ. نسخة محفوظة 26 يناير 2020 على موقع واي باك مشين.
2. ↑  رحلة إلى يونغوول. نسخة محفوظة 29 نوفمبر 2010 على موقع واي باك مشين. [وصلة مكسورة]
3. ↑  ابنة كم ساوو (김사우 | 金師禹).
4. ↑  اسمها الحقيقي كوون جنغب (권중비 | 權仲非) ابنة كوون وون (권완 | 權完).

| سبقه الملك منجونغ | حكام كوريا مملكة جوسون 1452 – 1455 | تبعه الملك سيجو |